# ロバート・バーティー (初代リンジー伯爵)
初代リンジー伯爵ロバート・バーティー（英：Robert Bertie, 1st Earl of Lindsey, KG, 1582年12月16日 - 1642年10月24日）は、清教徒革命（イングランド内戦）期のイングランドの貴族・軍人。父は第13代ウィロビー・ド・アーズビー男爵ペレグリン・バーティー、母は第16代オックスフォード伯爵ジョン・ド・ヴィアーの娘メアリー。
1596年のカディス遠征に参加してナイトに叙されたが、陸戦から遠ざかり海戦に移り、1626年と1628年にイングランド艦隊を指揮したが任務は失敗に終わっている（ラ・ロシェル包囲戦）。戦闘ではないが、1635年に船舶税の最初の徴収分で作られた艦隊の指揮も執り、イングランド水道を行ったり来たりしていた。1626年にリンジー伯爵に叙せられた。
母を通してオックスフォード伯位継承権を持っていたため、1625年に第18代オックスフォード伯ヘンリー・ド・ヴィアーが継嗣が無いまま死亡すると候補に上がったが、男系で遠縁のロバート・ド・ヴィアーも相続人であり、貴族院の裁定でロバートが第19代オックスフォード伯に決定した。
1642年に第一次イングランド内戦が勃発すると王党派に入り、国王チャールズ1世から総司令官に任命された。だが陣形と戦術を巡ってチャールズ1世の甥の騎兵隊長ルパート（後のカンバーランド公）と対立、憤慨してジェイコブ・アストレーに歩兵指揮権を譲り、自らは中央の近衛歩兵連隊を指揮したが、10月23日のエッジヒルの戦いで議会派の騎兵隊に襲撃されて重傷を負い捕虜になり、翌日の24日に死亡した。

## 子女
1605年にエドワード・モンタギュー・オブ・ボートンの娘でボートンのモンタギュー男爵エドワード・モンタギューの姉妹エリザベスと結婚、13人の子を儲けた。
- モンタギュー（英語版）（1608年 - 1666年） - リンジー伯
- ロジャー（? - 1654年）
- ロバート（1619年 - 1708年）
- ペレグリン（? - ?）
- フランシス（? - 1641年） - アイルランドで戦死
- ヘンリー（? - 1643年） - 第一次ニューベリーの戦い（英語版）で戦死
- ヴィアー（? - ?）
- エドワード（1624年 - 1686年）
- キャサリン（? - ?） - ウィリアム・パストン（英語版）と結婚
- エリザベス（? - 1684年） - マイルズ・ステイプルトンと結婚
- アン（? - 1660年）
- メアリー（? - ?） - ジョン・ヒューエット（英語版）と結婚、エイブラハム・シップマン（英語版）と再婚
- ソフィア（? - ?） - リチャード・チャーワースと結婚